# BorgWarner
BorgWarner Inc. est un équipementier automobile américain basé à Auburn Hills, Michigan. La société dispose d’usines de production et de centres techniques répartis sur 93 sites dans 22 pays et emploie environ 49 000 personnes dans le monde. BorgWarner est l'un des 25 plus grands équipementiers automobiles au monde. Frédéric Lissalde est le PDG de BorgWarner Inc. depuis le 1er août 2018.

## Histoire
Fondée sous le nom de Morse Equalizing Spring Co. en 1880, l'entreprise devient Borg-Warner Corporation par fusion. Elle est basée à Auburn Hills dans le Michigan.
En 1912 Julius Behr and Albert Ruprecht combinant leur savoir-faire créent la société BERU AG en Allemagne, qui deviendra BorgWarner BERU Systems. La société développe et produit un système d'allumage innovant améliorant le démarrage à froid des moteurs diesels. D'autres innovations importantes pour toute l'industrie automobile suivront : dans les années 1950, la transmission « Ford-O-Matic » et les turbochargers.
En janvier 2020, BorgWarner annonce l'acquisition de Delphi Technologies pour 3,3 milliards de dollars.

## Activité
BorgWarner possède des filiales et des usines tant en Amérique du Nord qu'en Europe - surtout en Allemagne - et en Asie et compte dans son portefeuille de clients non seulement les trois fabricants d'automobile américains et la quasi-totalité des fabricants européens, mais encore les nouveaux arrivants asiatiques, notamment grâce à son savoir-faire en matière de transmission automatique.
L'entreprise possède des sites de production en Allemagne, en Hongrie, en Pologne, en Espagne, au Portugal, en France, en Irlande, en Suède, au Royaume-Uni, en Italie et au Luxembourg.
Avant le rachat de Delphi Technologies, l'unique site de production français se situait à Eyrein près de Tulle.
Après avoir compté plus de 600 salariés au début des années 2010, la société annonce la fermeture de ce site pour mars 2022. Jusque début 2023, il ne restait plus que le site de Blois, dans le Loir-et-Cher, qui produit des injecteurs Diesels et développe des systèmes d'injection hydrogène.  